# Annette Tveter
Annette Tveter, née le 14 septembre 1974, est une ancienne handballeuse internationale norvégienne.
Durant sa carrière, elle a notamment porté les couleurs du Larvik HK.
Avec l'équipe nationale de Norvège, elle atteint la finale du championnat du monde 1997.

## Palmarès

### Club
compétitions nationales
- champion de Norvège (3) en 2000, 2001 et 2002
- vainqueur de la coupe de Norvège (3) en  1998, 2000 et 2004

### Sélection nationale
championnats du monde 
- finaliste du championnat du monde 1997